# Кузневич Григорій Микитович
Гри́горій Ми́китович Ку́зневич (30 вересня 1871, с. Старе Брусно — 9 січня 1948, с. Ганачівка, нині Львівського району, Львівської області) — українській скульптор, майстер монументально-декоративної скульптури.

## Життєпис

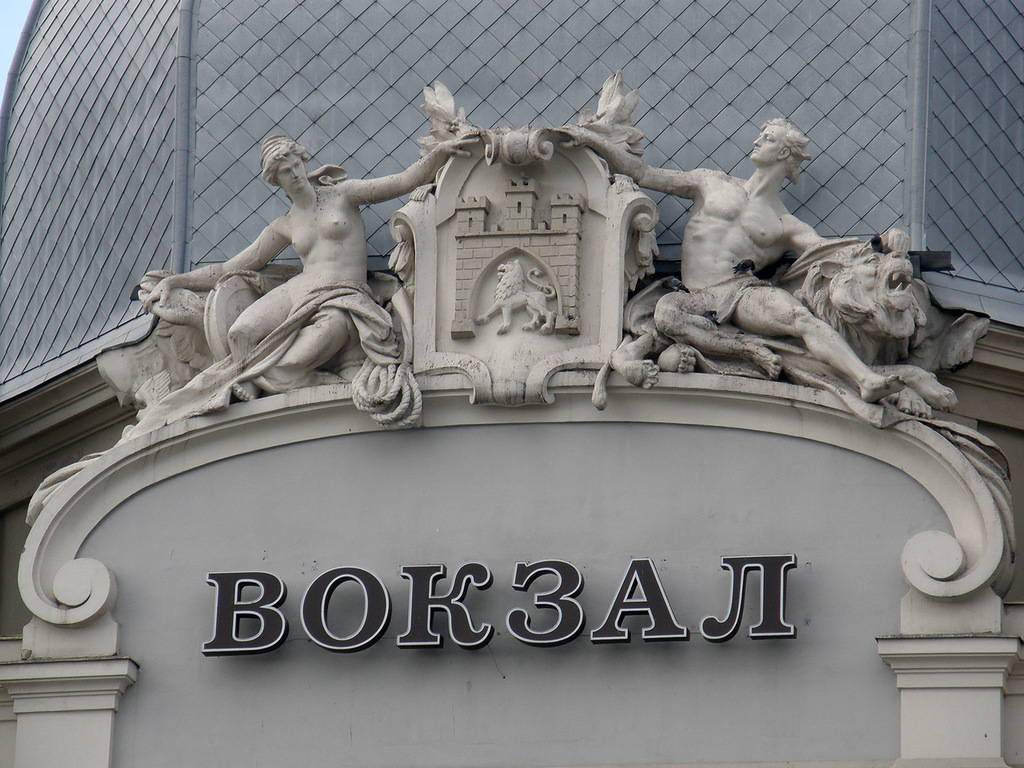
Скульптурна композиція на фасаді Головного залізничного вокзалу у Львові(автор — Григорій Кузневич)

Григорій Кузневич народився 30 вересня 1871 року у селі Старому Брусні на Любачівщині в родині громадського секретаря Микити Кузневича й Анни (до шлюбу Артимович) Кузневич, де крім Григорія виховувалося ще шестеро дітей. Сім'я швидко залишилась без батька, майбутньому скульпторові тоді було лише 3 роки.
Початкову освіту Григорій здобув у державній школі, де також опанував початки різьби на дереві. Різьби на камені навчався у місцевих каменярів.
За неймовірним збігом обставин, у село, де жив малий Кузневич, 1892 року, під час наукової експедиції Розточчям, приїхав Юліан Захаревич — відомий архітектор, колишній ректор Вищої політехнічної школи. Роботи 11-літнього Григорія професор оцінив дуже високо та взяв його під свою опіку.

### Навчання у Львові та рання творчість
1893 року Кузневич, за посередництва Юліана Захаревича, який виклопотав невелику стипендію для молодого митця, вступив до Львівської художньо-промислової школи, яку закінчив 1896 року.
У 1893—1894 навчальному році Григорій навчався на денному відділі «рисунків, моделювання і декоративного малярства», але не закінчив його, бо через складне матеріальне становище сім'ї не міг оплатити подальше навчання, перевівся на вечірній відділ будівельного промислу. Навчання у Львові відкрило юному скульпторові двері спочатку до визначної каменярської майстерні Юліана Марковського, а, відтак, і в ширший мистецький світ.
Одними з перших робіт молодого митця були чотири кам'яні алегорії у нішах фоє Палацу мистецтв, збудованого у Стрийському парку для потреб Галицької крайової виставки у Львові 1894 року. На жаль, ці твори були знищені на початку 1950-х років.
Молодий та здібний Григорій швидко став найкращим учнем і «правою рукою» Юліана Марковського, виконуючи і завершуючи різні його замовлення. Кузневич є співавтором пам'ятників Янові Кілінському у Стрийському парку (1895), Бартошеві Гловацькому у Личаківському парку (1906), співавтором скульптури у вестибюлі Галицької ощадної каси і, ймовірно, скульптурної групи «Фортуна звеличує працю» на цій же будівлі. Деякі мистецтвознавці та історики приписують цю роботу іншому відомому скульптору тих часів — Леонардові Марконі. Після смерті Ю. Марковського Кузневич залишив приміщення підприємства свого вчителя при вул. Пекарській, 95 для своєї майстерні. 1905 року польський тижневик «Nowości Illustrowane» зробив розгорнутий репортаж про створення пам'ятника з фотографіями автора.

### Найплідніший період творчості
Високою оцінкою таланту Кузневича стало призначення йому стипендії Краєвого виділу, яка дала йому можливість навчатися у 1899—1902 роках в Академії красних мистецтв в Римі у відомого художника Франческо Яковаччі (1838—1908) і скульптора Антоніо Аллегретті (1840—1918). Григорій Кузневич закінчив навчання в академії через два роки зі срібною медаллю. Також він відвідував вечірню Римську художню школу, де отримав дві срібні медалі: одну за скульптуру, іншу — за малюнок. Під час навчання у Римі митець працював у майстерні відомого італійського скульптора Етторе Феррарі та польського скульптора Теодора Рігера, який жив і творив у Італії.

Сторінка газети «Nowosci Illustrowane» про Григорія Кузневича (№ 5, 1904)

У цей час, натхненний античним мистецтвом, митець створив скульптури «Перший хлібороб» (1900) та «Гончар» (1901). Обидва твори отримали схвальні відгуки мистецтвознавчої критики. «Першого хлібороба» у 1901 році було представлено громадськості на художній виставці у Варшаві, де його придбало тамтешнє товариство художників. Сьогодні місцезнаходження твору невідоме. «Гончар» здобув на конкурсі в Римі найвищу нагороду, згодом його придбав Львівський музей художніх промислів. 1952 року твір було знищено радянським керівництвом музею.
У 1902 році Кузневич повернувся до Львова, де виконав ряд робіт, що принесли йому популярність і загальне визнання, а також завершив твори, котрі залишилися після смерті його вчителя — Юліана Марковського. У 1902—1903 роках отримав замовлення на оздоблення фасаду Львівський музей художніх промислів шістьма алегоричними барельєфами жіночих постатей в архівольтах трьох вікон та п'ятьма горельєфами під вікнами. У 1950 році місцеве компартійне керівництво ухвалило рішення про перепрофілювання установи у філію московського музею ім. В. І. Леніна, що мало своїм наслідком знищення усіх прикрас фасаду: герба міста з коронами, статуй «Живопис» і «Скульптура» Петра Війтовича, скульптурної групи Антона Попеля «Освіта», «Промисел» і «Мистецтво», архівольт із жіночими постатями Григорія Кузневича. Залишки цих потрощених скульптур нині перебувають у дворику Вірменської церкви.
1903 року у Стрию створив барельєфний портрет для надгробного пам'ятника доньки громадського діяча Євгена Олесницького — Зоні Олесницької, похованої на місцевому цвинтарі та виконав скульптурні портрети українських діячів на фасаді стрийського «Народного дому», а 1904 року — пам'ятник на могилі промисловця та політика Станіслава Щепановського на Личаківському цвинтарі у Львові.
У 1904—1909 роках Кузневич створив скульптури апостолів Петра і Павла в нішах на чільному фасаді та постать Христа для храму святих апостолів Петра і Павла в Сокалі. Статуя Ісуса вважається однією з найкращих робіт майстра, деякі мистецтвознавці приписують їй подібність до робіт данського скульптора Бертеля Торвальдсена. Спершу громада міста відмовилась від цієї скульптури, її повернули у майстерню, а 1908 року майстер ініціював її встановлення на могилі відомого львівського банкіра і купця Артура Шелленберга. Згодом парафіяни передумали, тож Григорій Кузневич виготовив копію скульптури.
У Сокалі в 1905 році Кузневич оздобив також будівлю ощадної каси (нині будинок Управління державного казначейства у Сокальському районі Львівської області). Цю споруду він уміло прикрасив розкішними гірляндами, скульптурними масками, статуєю «Фортуна», бджолами та іншими елементами, що символізують ощадливість і багатство.

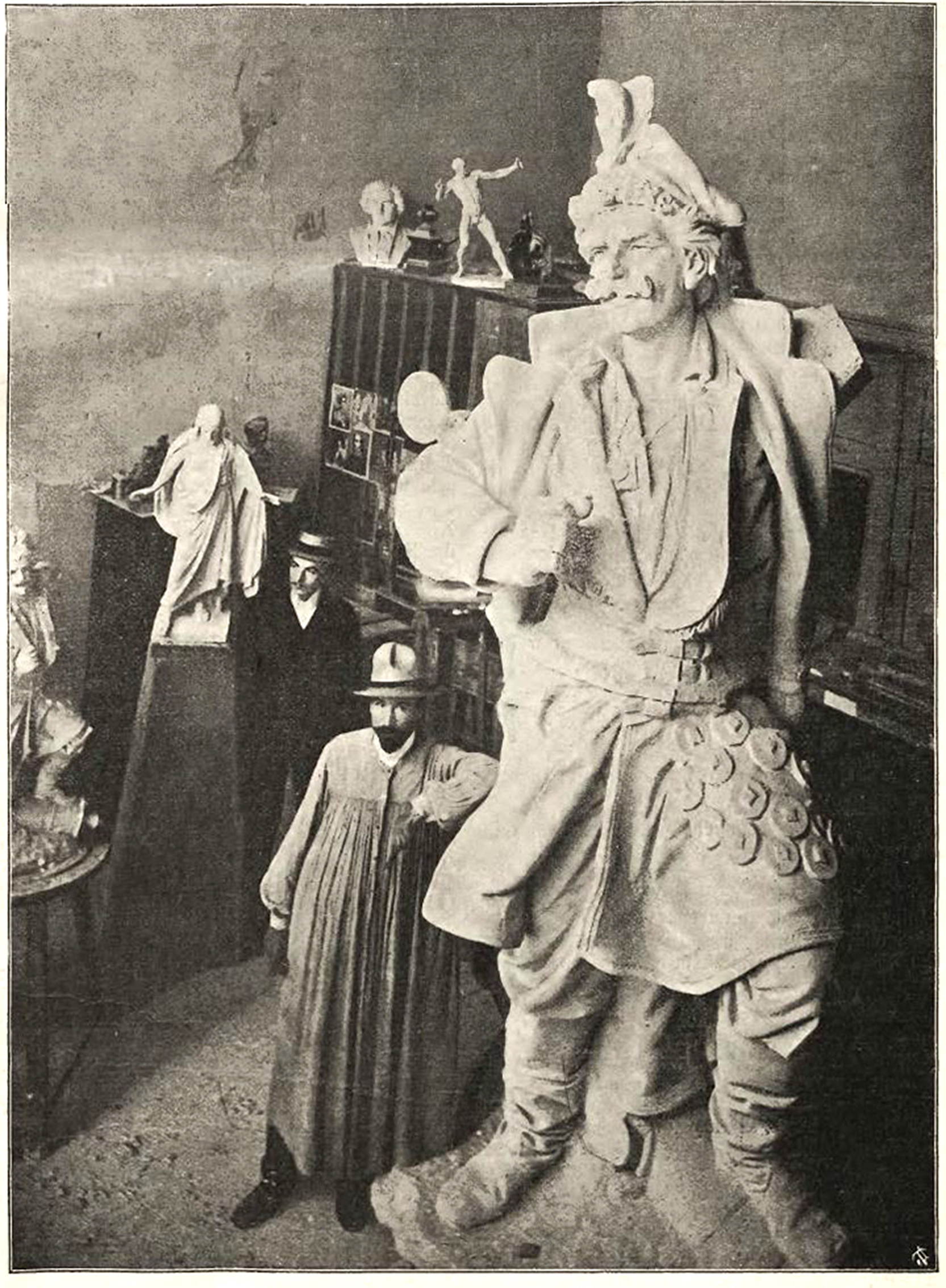
Григорій Кузневич під час роботи над пам'ятником Бартошу Гровацькому для Львова (зображення з газети «Nowosci Illustrowane», № 39, 1905)

У цей час Григорій завершує пам'ятник польському національному герою Бартошеві Гловацькому за проектом Юліана Марковського, якому довести справу до кінця завадила передчасна смерть. Урочисте відкриття скульптури відбулося 9 липня 1906 року у Личаківському парку Львова. У той самий час Кузневич працював над створенням алегоричної композиції для порталу львівського залізничного вокзалу.

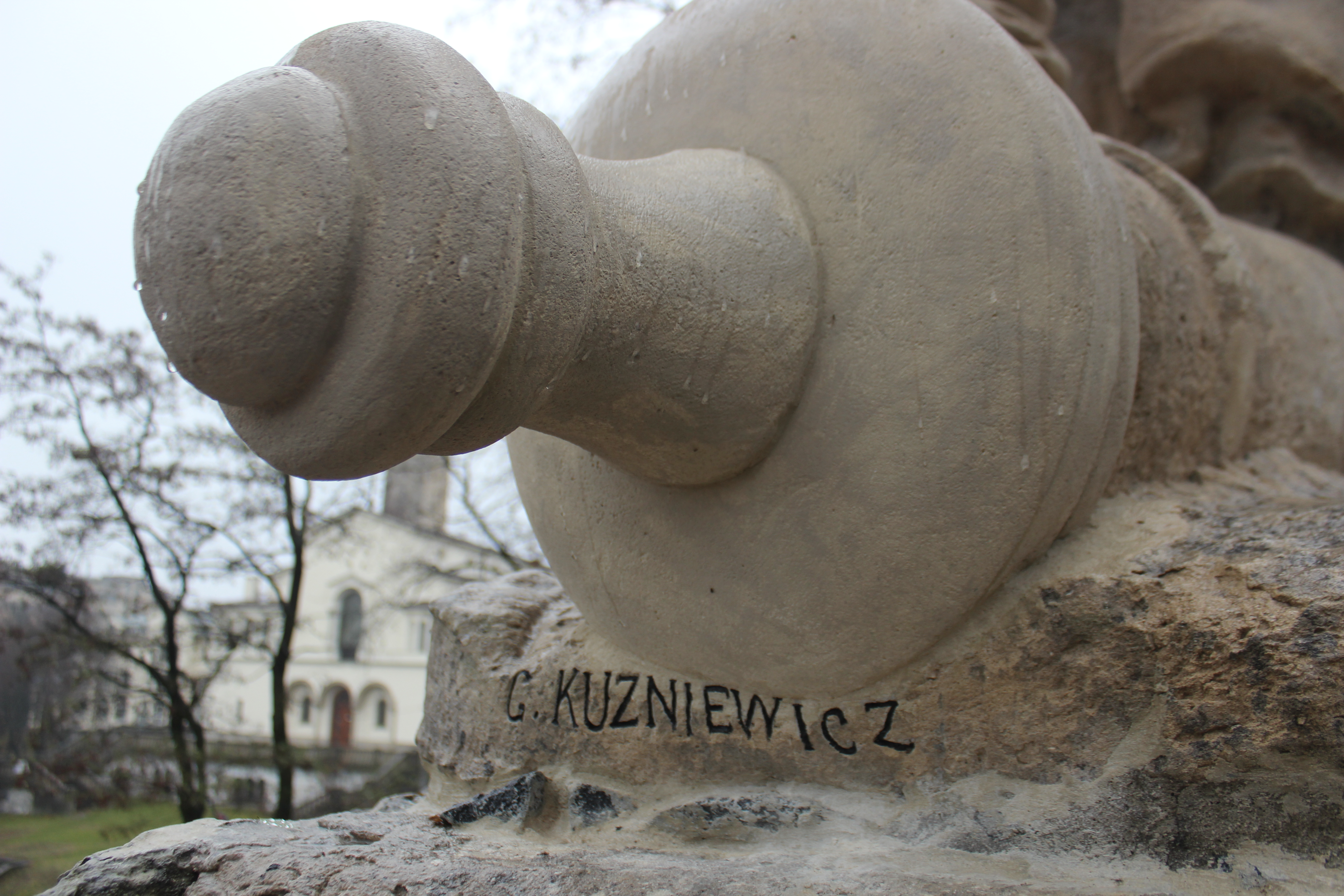
Підпис Григорія Кузневича на пам'ятнику Бартошу Гловацькому у Львові

Приблизно у цьому ж часі Григорій Кузневич вирізьбив і намалював іконостас для церкви святої Параскеви у Старому Брусні. Храм, збудований 1906 року, розібраний у 1956 році. Збереглися лише дві ікони Кузневича, що нині зберігаються в музеї повітового містечка Любачів, що у Польщі).

#### Еміграція та повернення до Львова
У 1907 році після невдалої спроби отримати стипендію для навчання в Парижі митець вирушив до США. За океаном Кузневич працював у Нью-Йорку, Клівленді, Піттсбурзі, Елізабетпорті, Філадельфії, в основному при оздобленні мостів, віадуків та інших монументальних споруд. Для української діаспори оздоблював церкви, читальні. Відомо, що він разом із єпископом Сотером (Ортинським), який теж був художником, розписали кафедральний собор у Філадельфії. Кузневич виготовив для храму кілька скульптур і орнаментів. Є документальні підтвердження, що Григорій Кузневич брав участь у конкурсі на виготовлення пам'ятника Христофорові Колумбу. Його моделі прийняли, але роботу доручили англійському скульптору.

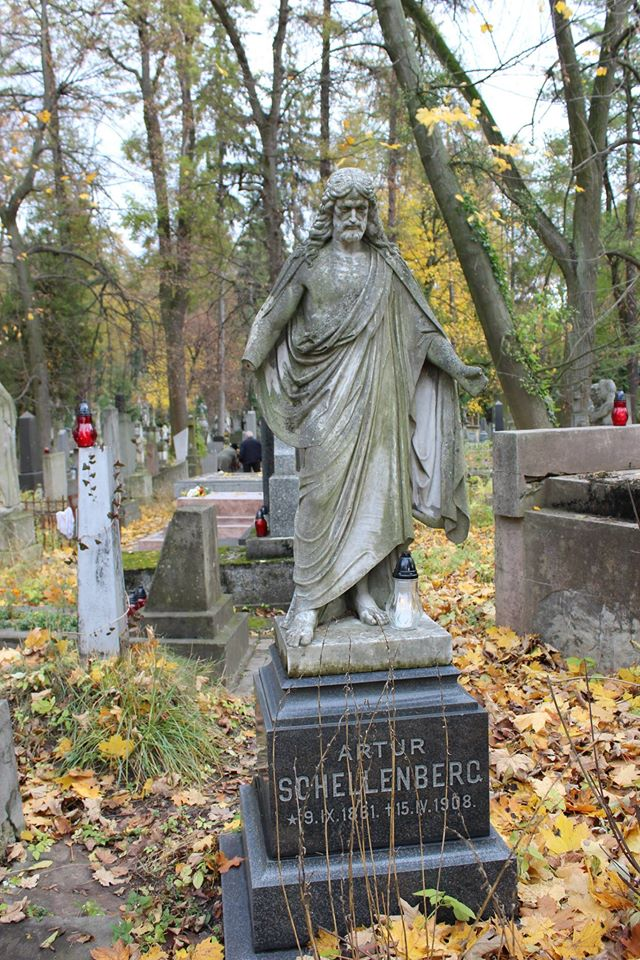
Скульптура Христа на могилі банкіра Артура Шеленберга на Личаківському цвинтарі (1908 р.)

У цей же час митець створив три проекти пам'ятника Тарасові Шевченку в Києві, щоб взяти участь у третьому конкурсі спеціально у вересні 1912 року повернувся зі США в Галичину. Однак його проект запізнився і не був розглянутий журі.
У 1913—1914 роках у Галичині тривали приготування до 100-літнього ювілею від дня народження Тараса Шевченка. Тоді скульптор створив погруддя поета і пам'ятну дошку для м. Станиславова та ювілейну дошку для Богородчан.
У 1914 році Кузневич створив погруддя Тараса Шевченка і Миколи Лисенка, які й досі прикрашають великий концертний зал Львівського музичного училища ім. С. Людкевича.
До того ж періоду творчості скульптора належить надмогильний пам'ятник заступника начальника пожежної охорони Львова Гілярія Еліясевича на Личаківському цвинтарі.
На цьому завершується найбільш плідний творчий етап у житті Григорія Кузневича.

### Воєнні поневіряння та робота у рідному селі
Під час першої світової війни скульптор виїхав на територію України, що тоді знаходилася у складі Російської імперії — спершу до Ковеля, Києва, а звідти — до Одеси, де сподівався отримати роботу скульптора. У червні 1919 року Григорій повернувся в Галичину. З патріотичних міркувань майстер відмовився від викладацької роботи у мистецьких школах Кракова та Познані. Кузневич залишився жити у родичів в Старому Брусні. Влітку працював у полі, взимку ремонтував годинники. Зрідка заради заробітку або для членів родини виконував невеликі замовлення. Певний час був головою читальні, виголошував односельчанам лекції з історії України та про життя інших народів світу. Організував драматичний гурток і брав участь у виставах. Відомо, що в Брусні Кузневич мав кількох молодих учнів-каменярів, найвідомішим серед них є Григорій Галабурда. Окрім того, його майстерність дуже вплинула на вигляд творів всього бруснянського осередку. Пам'ятники ставали багатшими, більшими, з'являлись окремі монументальні скульптурні постаті Богородиці, ангелів, щедро оздоблені декоративними елементами до найменших деталей.

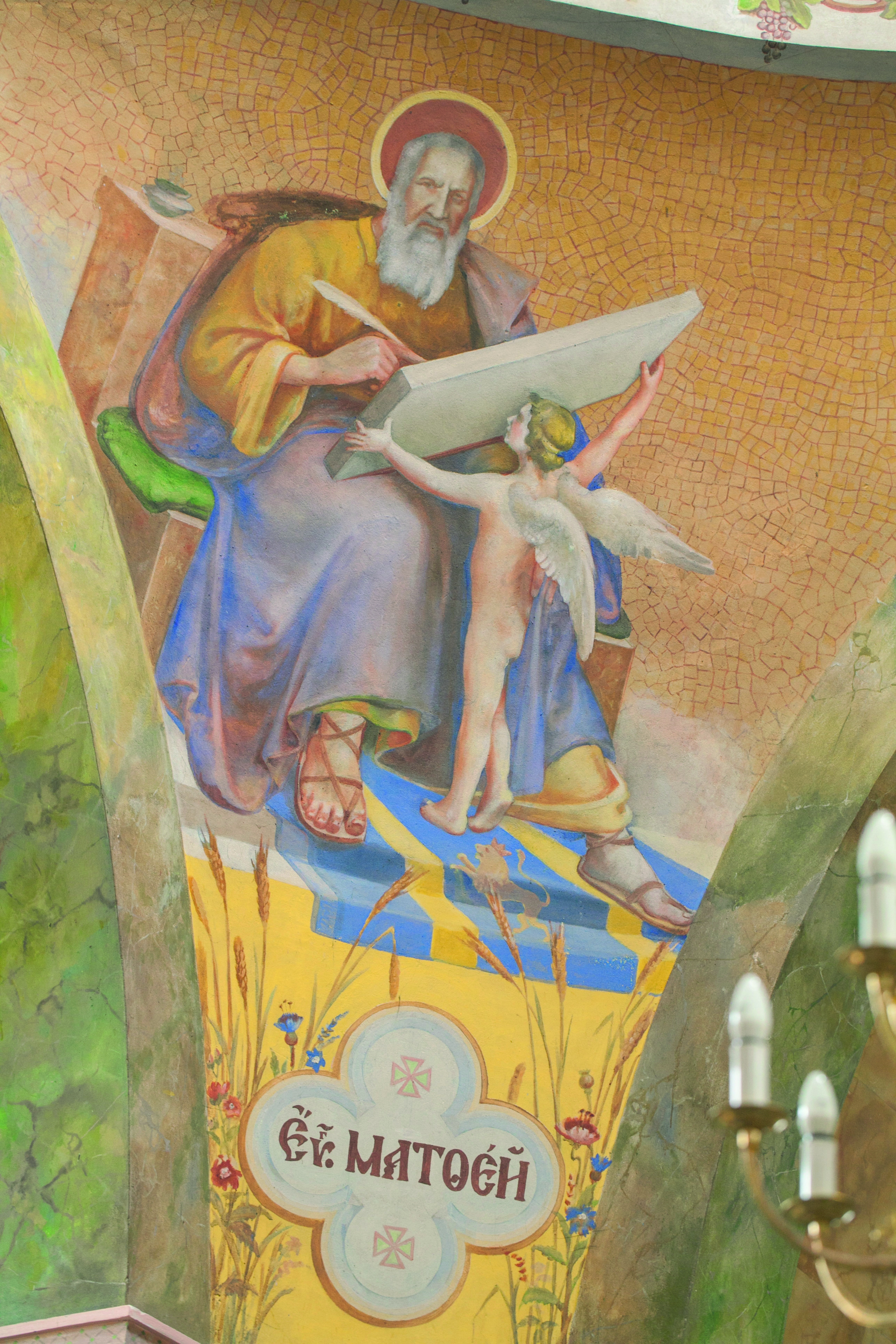
Фрагмент розписів церкви св. Юрія у Чесанові (Фото 2016) Євангеліст Матвій — обличчя Митрополита Шептицького

У 1925 році на згадку про першу церковну місію в селі Старе Брусно Кузневич створив проєкт пам'ятного хреста і керував його виготовленням. У 1928 році виконав пам'ятник на могилі польських військових, полеглих у 1918—1919 роках в с. Горинець (нині — Любачівський повіт, Польща).
Наприкінці 1930-х років Григорій Кузневич перестав займатися скульптурою. Різьблення стало надто важкою справою для старшого чоловіка. Щоб заробляти на життя, він повернувся до малярства.
Для читалень "Просвіти» у Брусні та містечку Чесанів виготовив також погрудні портрети Шевченка, а у 1936—1937 роках літній вже митець розмалював ще й чесанівську церкву святого Юрія, вкомпоновуючи у розпис зображення янголів з тризубом та національним прапором (напис «Боже, Україну спаси»). «Українізував» також зображення євангелістів, яким придав лиця митрополита Андрея Шептицького — св. Матвій, перемишльського єпископа Йосафата Коциловського — св. Марко та навіть своє власне — св. Лука, опікун митців, а четверте обличчя — св. Івана було знищене, а зараз відновлене, оригінальний вигляд невідомий.

### Депортація до УРСР, останні роки життя
Війни, політичні перетасування, що спричинили виселення українців з етнічних територій, ліквідували мистецький осередок у Старому Брусні. Українське населення села було у 1944—1946 роках насильно вивезене за новий польсько-радянський кордон, який прокладено кільканадцять кілометрів на схід, або під час акції «Вісла» у 1947 році на захід Польщі.
Доля вигнанця, хоч і на українській землі, на схилі віку випала й Григорію Кузневичу, який разом із братом Андрієм та його родиною осів у с. Ганачівка на Львівщині. Він одержав запрошення на викладацьку роботу до Львова, але відмовився через хворобу та похилий вік.
Як згодом розповідала сім'я, скульптор, будучи близько до Львова, не раз згадував проведені там роки молодості й творчі здобутки, на які хотів ще хоч раз подивитися. Мрія однак не збулася — помер митець 9 січня 1948 року на 77-му році життя та спочиває на ганачівському цвинтарі під пам'ятником, який у бруснянському стилі виконав один із його молодших родичів.

## Хронологія робіт
1892 р. — с. Старе Брусно:
- Портрет матері Анни Артимович.

1893—1895 роки — м. Львів:
- скульптура для фоє Галицької ощадної каси (співавтор Юліан Марковський);
- скульптурна група «Фортуна звеличує працю» (ймовірно це робота Леонарда Марконі);
- чотири кам'яні алегорії у нішах фоє Палацу мистецтв у Стрийському парку (нині будинок кафедри фізичного виховання НУ «Львівська політехніка»). Знищені на початку 1950-х років.
- Пам'ятник Янові Кілінському у Стрийському парку (співавтор Юліан Марковський).

1900—1901 роки — м. Рим:
- скульптура «Перший хлібороб». Доля скульптури невідома;
- скульптура «Гончар». Викуплена львівським музеєм художнього промислу, знищена у 1950-х роках.

1902—1903 роки — м. Львів. Оздоблення фасаду музею Художніх промислів шістьма алегоричними барельєфами жіночих постатей в архівольтах трьох вікон та п'ятьма горельєфами під вікнами. Знищені під час реконструкції будівлі у 1950-х роках.
1903 рік — м. Стрий:
- барельєфний портрет Зоні Олесницької на місцевому цвинтарі;
- скульптурні портрети українських діячів на фасаді Народного дому. Під час німецької окупації на фасаді Народного дому знаходився великий плакат з портретом Гітлера. Заходячи у місто, червоноармійці поспіхом його знімали та зачіпили скульптуру І. Котляревського, яка впала та розбилася. Нову скульптуру письменника виготовив у 1970-х роках відомий український скульптор Еммануїл Мисько.

1904 рік — м. Львів, Личаківський цвинтар. Пам'ятник на могилі промисловця і політика Станіслава Щепановського.
1904—1909 роки — м. Сокаль:
- скульптури апостолів Петра і Павла в нішах на чільному фасаді та постать Христа для храму святих Петра і Павла;
- оздоблення будівлі ощадної каси (вул. Міцкевича, 5).

1906 рік — пам'ятник Бартошу Гловацькому (співавтор Юліан Марковський) в Личаківському парку у Львові; іконостас для церкви святої Параскеви у с. Старе Брусно.
1908 рік — скульптура на могилі банкіра Артура Шелленберга на Личаківському цвинтарі у Львові.
1912 рік — м. Київ. Проєкт пам'ятника Тарасові Шевченку.
1913—1914 роки — погруддя і пам'ятна таблиця Тарасові Шевченку у Станиславові та Пам'ятна таблиця на честь 100-літнього ювілею Тараса Шевченка у Богородчанах; надмогильний пам'ятник Гілярія Еліясевича на Личаківському цвинтарі та погруддя Тараса Шевченка і Миколи Лисенка для Вищого музичного інституту імені Миколи Лисенка у Львові.
1925 рік — пам'ятник першої парафіяльної місії, встановлений на місці старої церкви у с. Старе Брусно.
1928 рік — пам'ятник на могилі польських вояків, полеглих у 1918—1919 роках в с. Горинець на Любачівщині.
1930-ті роки — погруддя Тараса Шевченка для читалень товариства «Просвіта» у Старому Брусні та Чесанові.
1936—1937 роки — розписи церкви святого Юрія у Чесанові.

## Вшанування пам'яті
На вшанування Григорія Кузневича 1993 року в місцевості Богданівка у Львові названо вулицю.

## Галерея

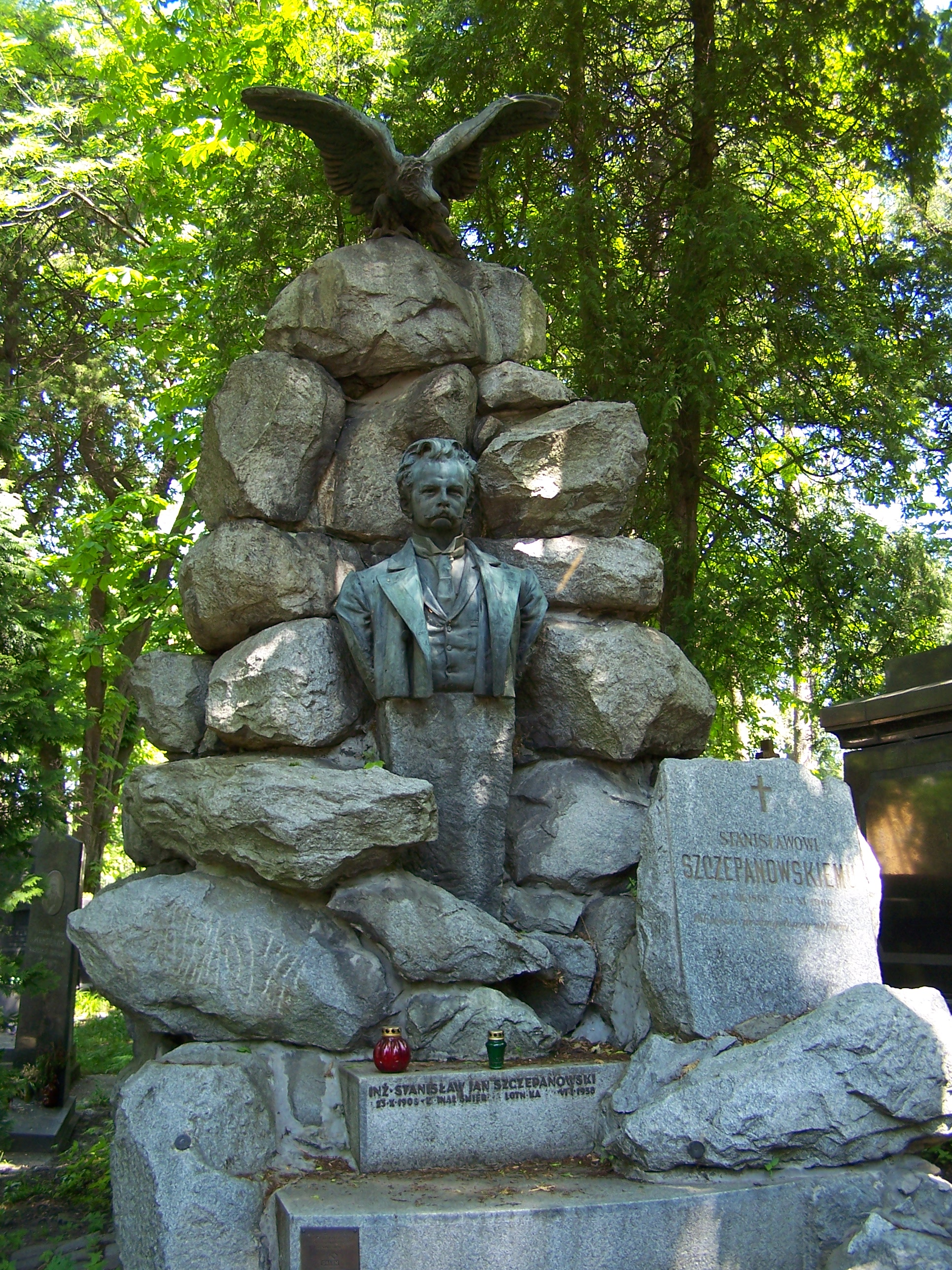
Пам'ятник на могилі промисловця і політика Станіслава Щепановського на Личаківському цвинтарі у Львові (1904)
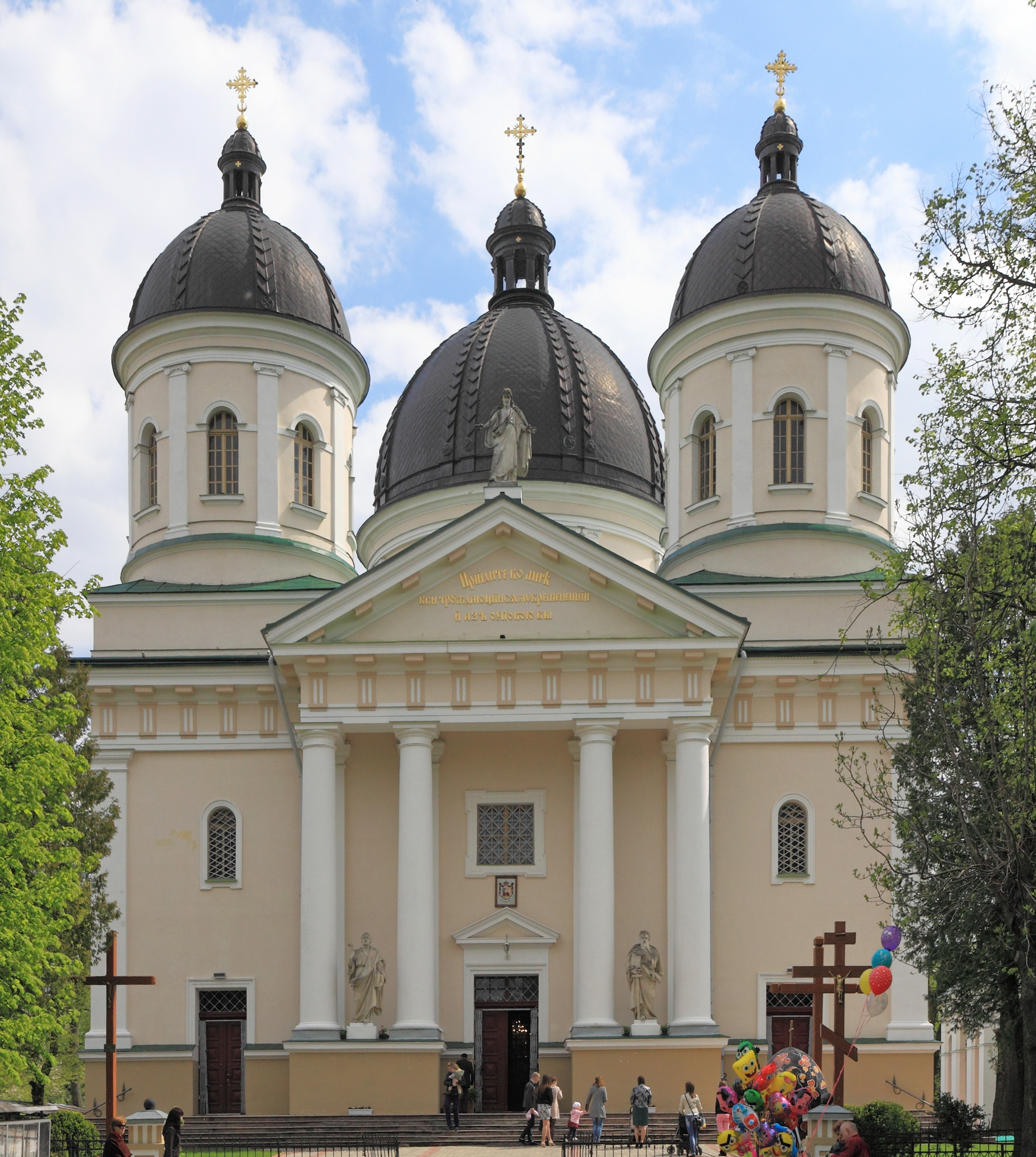
Скульптури апостолів Петра і Павла в нішах на чільному фасаді Катедрального собору святих Первоверховних апостолів Петра і Павла у Сокалі (1904—1909)
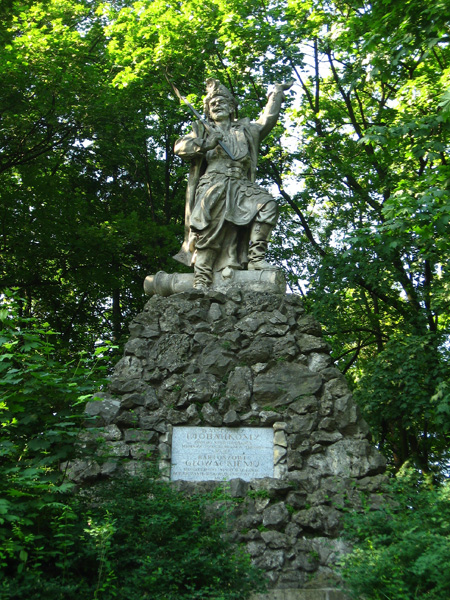
Пам'ятник Бартошу Гловацькому в Личаківському парку у Львові (1906)
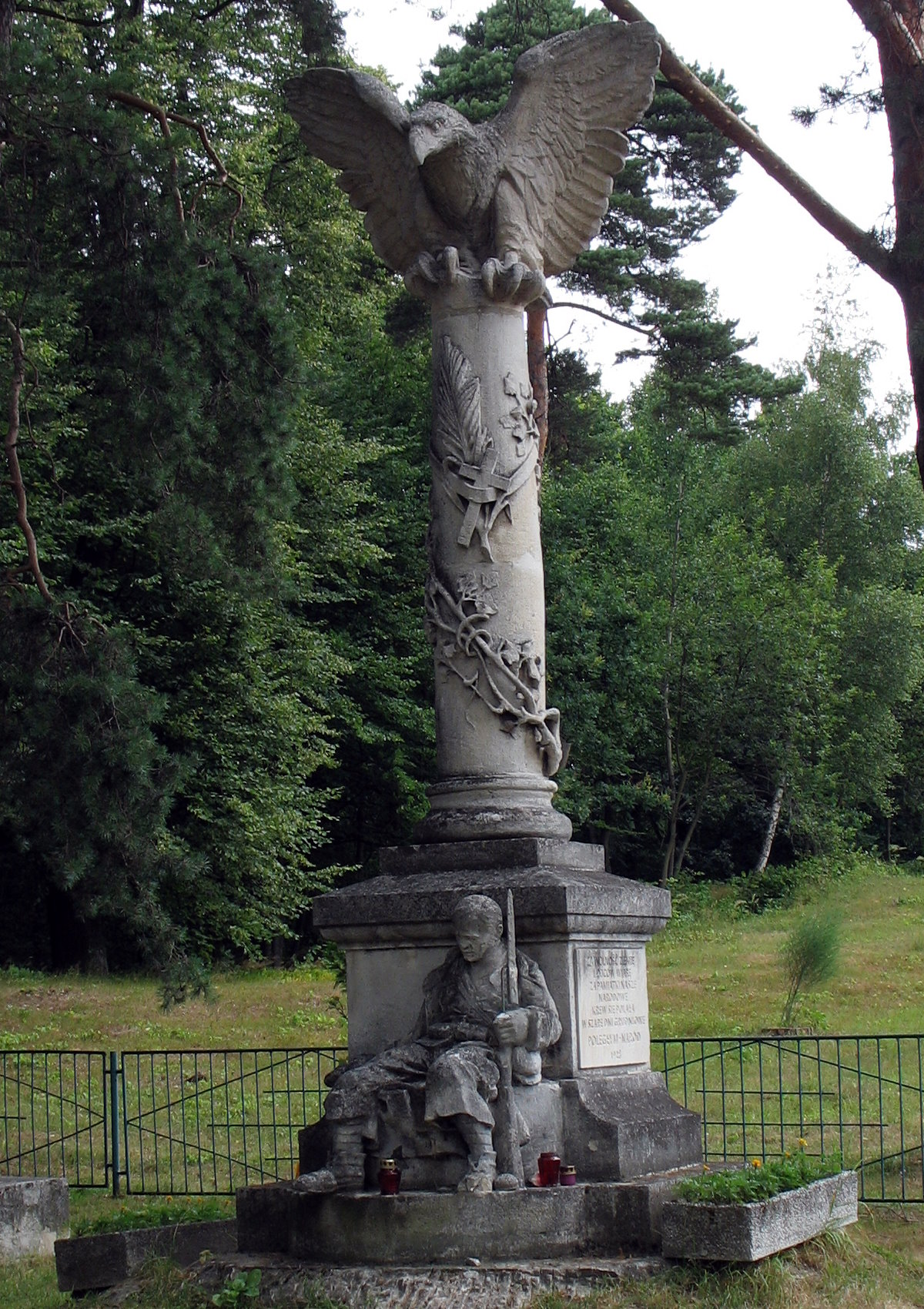
Пам'ятник польським воякам, полеглим у польсько-українській війні (1918—1920) на цвинтарі в с. Горинець на Любачівщині (1928)
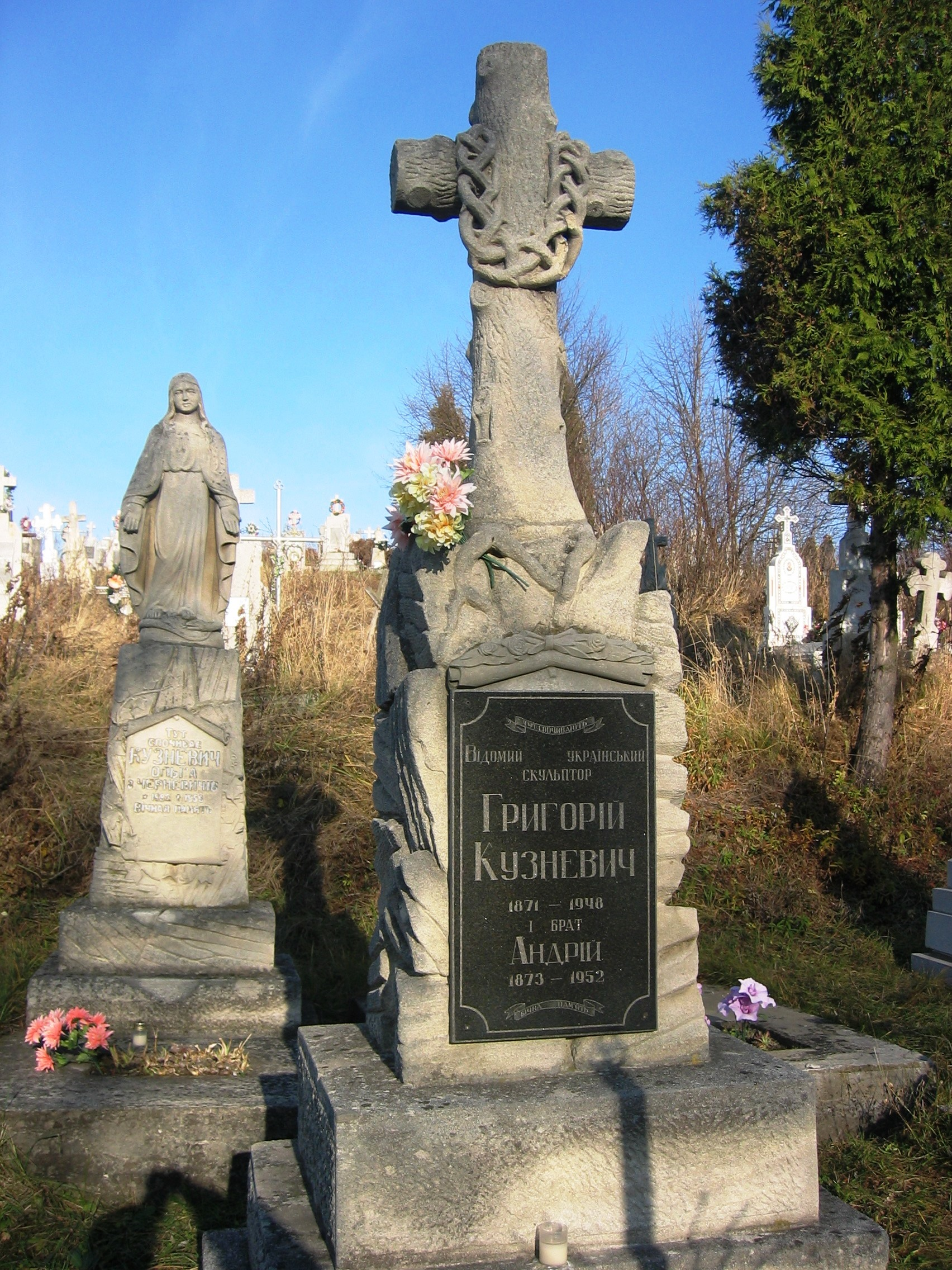
Могила скульптора Григорія Кузневича в с. Ганачівка на Перемишлянщині